# OFI (szachy)
OFI – klub szachowy z siedzibą w Heraklionie, sekcja OFI.

## Historia
Szachowa sekcja OFI powstała w 1994 roku i przejęła część graczy Iraklio OAA. W 2009 roku klub zadebiutował w Alpha Ethniki. Zespół zajął wówczas 26. miejsce i nie wystąpił w kolejnym sezonie w najwyższej lidze greckiej. W 2012 roku klub ponownie uczestniczył w Alpha Ethniki; uzyskano wówczas 20. miejsce. W 2014 roku klub był ósmy w lidze, a rok później – szósty. W sezonie 2017 szachiści OFI zajęli siódme miejsce w lidze. W 2024 roku klub zdobył wicemistrzostwo Grecji, ulegając jedynie SO Kawala. W tym samym roku zespół zadebiutował w Pucharze Europy. W rozgrywkach tych grecki klub zwyciężył trzykrotnie i przegrał cztery razy, kończąc rywalizację na 55. miejscu.
W klubie grali m.in. Zuzana Cibičková, Rumiana Goczewa, Andreas Kelires i Anna Kubicka.